# Jose Zubiri jr.

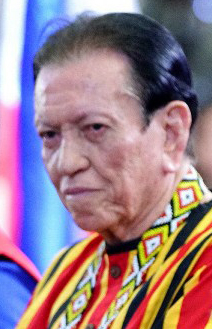
Jose Zubiri jr. in 2019

Jose Maria Rubin Zubiri jr. (Kabankalan, 11 augustus 1940) is een Filipijns politicus. Hij werd bij de verkiezingen van 2016 voor een tweede opeenvolgende termijn gekozen als gouverneur van de provincie Bukidnon. Eerder was hij van 2001 tot 2010 al gouverneur van deze provincie. In de periode daartussen in was Zubiri vicegouverneur van Bukidnon. Van 1987 tot 1998 was lid van het Filipijnse Huis van Afgevaardigden namens het 3e kiesdistrict van Bukidnon. Daarvoor was hij van 1984 tot 1986 lid van het Batasang Pambansa (Filipijns parlement ten tijde van Ferdinand Marcos).
Samen met zijn vrouw Maria Victoria Fernandez kreeg hij vijf kinderen. Twee van zijn zonen gingen in navolging van hun vader ook de politiek in. Juan Miguel Zubiri werd in 2007 gekozen als lid van de Senaat en Jose Zubiri III werd bij dezelfde verkiezingen gekozen als afgevaardigde namens het 3e kiesdistrict van Bukidnon.